# WBSAirback
WBSAirback, es una solución unificada para la consolidación de almacenamiento y archivado de datos, así como la gestión de la seguridad de los mismos, permitiendo establecer diferentes niveles de acceso a estos en virtud de sus requerimientos de disponibilidad.

## Características de almacenamiento
- Gestión de almacenamiento heterogéneo basado en dispositivos de bloque: DAS o SAN (iSCSI/FC).
- Agregación de dispositivos de bloque en grupos lógicos que llamamos "agregados".
- Gestión de volúmenes lógicos multiprotocolo sobre "agregados".
- Exportación de volúmenes lógicos en modo bloque vía iSCSI (modo target).
- Exportación de volúmenes lógicos en modo fichero vía CIFS, NFS o FTP.
- Expansión dinámica de volúmenes lógicos.
- Copias instantáneas (Snapshots) de volúmenes lógicos.
- Gestión de cuotas de almacenamiento sobre la base de usuarios o grupos.
- Funcionalidad Volume Shadow Copy de Windows para acceder a las instantáneas de volúmenes desde el cliente Windows en modo nativo.
- Funcionalidad "papelera" para recuperación de archivos borrados recientemente vía CIFS.
- Gestión de usuarios y grupos propia o bien externa a través de integración con WBSAgnitio, Directorios LDAP y Active Directory.
- Integración nativa con el módulo "Enterprise Protection" para respaldar la información de los volúmenes.
- Monitorización proactiva de los servicios del módulo (WatchDog).
- Permite gestión SNMP.

## Características de protección y recuperación
- Soporta backups de tipo Full, Incremental, Diferencial, Syntethic (Virtual Backup), Copy (duplicado para vaulting) y Archival (migración entre dispositivos).
- Programación avanzada de copias sobre la base de plantillas y categorías.
- Soporta disk-spooling (D2D2T).
- La recuperación de datos se realiza de manera total o granular a través del historial de la información.
- Compresión opcional de la información de copias en origen.
- Cifrado opcional de las comunicaciones y cifrado de la información a copiar en origen.
- Administración de roles (administrador, operador y usuario).
- Copias nativas de máquinas virtuales de VMware vSphere con vCenter.